# Arturo Gatica
Arturo Gatica (* 8. Juli 1921 in Rancagua; † 3. Oktober 1996 in Santiago de Chile) war ein chilenischer Sänger.
Gatica debütierte als Sänger bereits 1936 im lokalen Rundfunk seiner Heimatstadt und erweckte die Aufmerksamkeit des Impresarios Romilio Romo, der ihn als Mitglied des Revuetruppe Enrique Venturinos an das Teatro Balmaceda holte. Venturino ließ ihn als „chilenischen Bobby Breen“ solistisch austreten, und das Duo Rey/Silva empfahl ihn für Plattenaufnahmen an RCA Victor.
So entstand als seine erste Plattenaufnahme 1938 der Walzer La despedida, eine weitere Aufnahme folgte 1939 beim Label Odeon. Romilio Romo ließ ihn in seiner Sendung La hora en broma bei Radio Yungay auftreten.
1942 nahm er eine Stelle als Stenotypist bei der Minengesellschaft Braden Copper an, nahm aber daneben Gesangsunterricht bei Francisco Fuentes Pumarino. 1945 lud ihn der Moderator Raúl Matas zur Sendung Las estrellas se reúnen bei Radio Corporación ein. 1948 debütierte er bei El Mundo in Buenos Aires und in Uruguay und neben Eugenio Retes und Hilda Sour in José Bohrs Filmtrilogie Mis espuelas de plata (1948), La cadena infinita (1949) und Uno que ha sido marino (1950).
Er begann Ende der 1940er Jahre Boleros seines Bruders Lucho Gatica zu singen und nahm mit diesem 1950 ein gemeinsames Album auf. Im gleichen Jahr war er der erste Preisträger der neu gegründeten Kritikervereinigung Asociación de Cronistas de Cine, Teatro y Radio in der Kategorie Gesang.
Nach dem Auftritt mit Hilda Sour in dem Film Uno que ha sido marino gründete Gatica 1951 mit ihr und dem Pianisten Jorge Astudillo das Trio Los Chilenos, mit dem er durch Peru, Ekuador, Kolumbien, Venezuela, Costa Rica, Salvador, Guatemala, Kuba und Mexiko tourte. Eine weitere Konzertreise unter Schirmherrschaft der Universidad de Chile führte die Gruppe von 1953 bis 1959 durch Europa, Ägypten, den Libanon, Syrian, Jordanien, Irak und Iran.
Bei seiner Rückkehr 1959 wurde Gatica als Hijo Ilustre de Rancagua ausgezeichnet. Von 1960 bis 1964 folgte eine weitere Europareise, bei der u. a. die Alben El rodeo und Fiesta linda bei Philips in Holland entstanden. Nach einem Aufenthalt in Buenos Aires kehrte er 1967 nach Chile zurück.
1968 wirkte er in der Fernsehproduktion En casa de los Gatica mit, 1969 in Germán Beckers Filmen Ayúdeme usted, compadre und Volver. 1970 gab er im Stadttheater Santiago (Teatro Municipal) ein Konzert mit dem Kinderchor Niño y Patria. Daneben entstanden Platten wie Arturo Gatica (1968) mit Kompositionen von Bert Kaempfert und Henry Mancini und El amar y el querer (1977, von seinem Neffen Humberto Gatica produziert).
Von 1979 bis 1981 war er unter der Diktatur Augusto Pinochets Kulturattaché an der chilenischen Botschaft in Spanien. Nach seiner Rückkehr nach Chile hatte er eine Reihe von Fernsehauftritten, so in Musicalmente (1985) mit Raúl Matas bei Canal 11 und anlässlich seines 50. Bühnenjubiläums 1986 in Antonio Vodanovics und Carmen Ibáñez’ Sendung Cantachile mit María Eugenia de Ramón und Pedro Messone.
1988 sang er beim Festival de Viña das Lied El suplementero von Fernando Pavez und Roberto Rojas. 1992 wirkte er mit seinem Bruder Lucho Gatica an der Fernsehsendung Siempre lunes mit, bei der die Bolerosänger Olga Guillot, Armando Manzanero, Antonio Prieto, Sonia la Única und Palmenia Pizarro auftraten. Zu seinen letzten Aufnahmen zählen die Kassette De corazón huaso y minero (1990) und das Album Somos der Sopranistin Rebeca Diva (1992). 1995 erhielt er mit seinem Bruder Lucho einen Preis der Regierung der Provinz Cachapoal. 1996 starb Gatica an Leberkrebs. Bei den Begräbnisfeierlichkeiten in der Kathedrale seiner Heimatstadt wurden religiöse Lieder von Vicente Bianchi aufgeführt.